# Nagari Tiku V Jorong
Nagari Tiku V Jorong is een bestuurslaag in het regentschap Agam van de provincie West-Sumatra, Indonesië. Nagari Tiku V Jorong telt 7965 inwoners (volkstelling 2010).